# WIG-ESG
WIG-ESG – indeks giełdowy spółek uznawanych za odpowiedzialne społecznie notowanych na warszawskiej Giełdzie Papierów Wartościowych. Wymagania dotyczą przestrzegania zasad biznesu odpowiedzialnego społecznie w kwestiach środowiskowych, społecznych, ekonomicznych i ładu korporacyjnego.
Jest to indeks dochodowy.